# Halasana
Halasana (en sánscrito: हलासन, AITS: halāsana) o postura del arado es una asana invertida de flexión hacia atrás del hatha yoga. Es una postura de nivel intermedio, es practicada como una continuación de Salamba Sarvangasana (la vela) y una preparación para Paschimottanasana (la pinza).
Una contrapostura de halasana es Matsyasana. Dentro de las variantes se encuentran Karnapidasana, con las rodillas al lado de las orejas, y Supta Konasana, en donde las piernas se encuentran separadas.

## Etimología y origen
La palabra en sánscrito Halasana significa 'postura del arado': 
- Hala (en sánscrito: हला, AITS: hala), que significa 'arado'[7]
- Asana (en sánscrito: आसन, AITS: āsana), que significa 'postura'[8]

### Origen
La postura es descrita como Kapotasana en el sigo XIX en el libro Luz sobre el yoga de B. K. S. Iyengar.

## Beneficios atribuidos
De acuerdo a B. K. S. Iyengar, «los órganos abdominales se rejuvenecen debido a la contracción. La columna recibe un suministro adicional de sangre debido a la inclinación hacia adelante y esto ayuda a aliviar el dolor de espalda. Los calambres en las manos se curan entrelazando y estirando las palmas y los dedos. Las personas que sufren de rigidez en los hombros y los codos, lumbago y artritis de la espalda encuentran alivio en esta asana. El dolor punzante en el estómago debido al viento también se alivia y se aclara».

## Estudios
Un estudio publicado el 2011 en Dehli, India, sobre el efecto de una sesión de hatha yoga en el gasto energético, la intensidad del ejercicio y los cambios respiratorios en donde participaron 20 hombres con 6 a 10 años de experiencia en la práctica de asanas mostró que el consumo de oxígeno fue significativamente mayor en las siguientes posturas respecto a las otras: Pavan Muktasana, Dhanurasana, Sarvangasana, Halasana y Karnapidasana. La sesión de yoga incluyó 24 asanas (24 min), pranayamas (8 min) y meditación (5 min).
Un estudio publicado el 2012 en India sobre el efecto del hatha yoga en el fortalecimiento de la espalda en donde participaron 50 obreros de construcción de casas de la ciudad de Gwalior y que incluyó una rutina de asanas como Bhujangasana, Dhanurasana, Vakrasana, Ardha Matsyendrasana, Halasana, Paschimottanasana, Shalabhasana, Uttanapadasana, Ustrasana, pranayamas, mantras, meditación y la secuencia surya namaskara durante un periodo de 3 meses, mostró efectos significativos del grupo experimental (25 personas) en comparación del grupo de control (25 personas).
Un estudio en Hong Kong publicado el 2015 se realizó para examinar los efectos del hatha yoga durante 12 semanas sobre la resistencia cardiorrespiratoria, la fuerza y resistencia muscular, y la flexibilidad de la espalda baja y los músculos isquiotibiales en adultos chinos. La rutina diaria incluyó 57 posturas dentro de las cuales se consideraron las siguientes: Utkatasana, Tadasana, Malasana, Vrikshasana, Ustrasana y Virabhadrasana. Los resultados mostraron mejoras significativas en el grupo experimental de hombres y mujeres (87 personas) respecto al grupo de control (86 personas).

## Contraindicaciones
Es una postura contraindicada especialmente para personas con lesiones cervicales. Asimismo, para personas con lesiones recientes o crónicas en la parte inferior de la espalda, hombros, piernas o el cuello, incluidas ciática, las hernias de disco y las patologías degenerativas de la columna. Las personas con tiroides, bazo e hígado agrandados deben evitar esta postura de yoga, ya que se ejerce mucha presión en la parte inferior del abdomen durante la misma.
También para mujeres que están embarazadas o menstruando, y personas con asma, migrañas, mala circulación ocular y tensión arterial alta.